# Dietmar Schauerhammer
Dietmar Schauerhammer   (Neustadt an der Orla, 12 d'agost de 1955) és un pilot de bob alemany, ja retirat, que va competir sota bandera de la República Democràtica Alemanya durant la dècada de 1980.
El 1984 va prendre part en els Jocs Olímpics d'Hivern de Sarajevo, on guanyà la medalla d'or en les dues proves del programa de bob que disputà, el bobs a dos, fent parella amb Wolfgang Hoppe i el bobs a quatre, fent equip amb Wolfgang Hoppe, Roland Wetzig i Andreas Kirchner. Quatre anys més tard, als Jocs de Calgary, guanyà la medalla de plata en la prova del bobs a quatre. En aquesta ocasió compartí equip amb Wolfgang Hoppe, Bogdan Musiol i Ingo Voge.
En el seu palmarès també destaquen dues medalles d'or, una medalla de plata i dues de bronze al Campionat del món de bob.